# Флорида (книга)
«Флорида» (исп. La Florida del Inca) — книга перуанского писателя Инки Гарсиласо де ла Веги, опубликованная в 1605 году. Рассказывает о путешествии испанского конкистадора Эрнандо де Сото по Северной Америке (1539—1542). Автор использовал в своей работе воспоминания участников путешествия (в том числе устные). Он воспевает героизм и самопожертвование своих персонажей, причём не только испанцев, но и индейцев.
Исследователи видят во «Флориде» пробу пера Гарсиласо перед работой над главным трудом его жизни — «Историей государства инков».